# Okres Płock
Okres Płock (polsky Powiat płocki) je okres v polském Mazovském vojvodství. Rozlohu má 1798,71 km² a v roce 2020 zde žilo 110 742 obyvatel. Sídlem správy okresu je město Płock, které však není jeho součástí, ale tvoří samostatný městský okres.

## Gminy
Městsko-vesnické:
- Bodzanów
- Drobin
- Gąbin
- Wyszogród

Vesnické:
- Bielsk
- Brudzeń Duży
- Bulkowo
- Łąck
- Mała Wieś
- Nowy Duninów
- Radzanowo
- Słubice
- Słupno
- Stara Biała
- Staroźreby

## Města
- Bodzanów
- Drobin
- Gąbin
- Wyszogród

## Demografie
Počet obyvatel (informace z 30. června 2005):
|         | Celkem  | Celkem | Ženy   | Ženy | Muži   | Muži |
|         | Osob    | %      | Osob   | %    | Osob   | %    |
| ------- | ------- | ------ | ------ | ---- | ------ | ---- |
| Celkem  | 106 067 | 100    | 53 389 | 50,3 | 52 678 | 49,7 |
| Město   | 9925    | 100    | 5169   | 52,1 | 4756   | 47,9 |
| Vesnice | 96 142  | 100    | 48 220 | 50,2 | 47 922 | 49,8 |